# 카이마클리 지하 도시
카이마클리 지하도시(튀르키예어: Kaymaklı; 언어 오류(cpg): Ανακού)는 튀르키예 중앙아나톨리아 지역의 네브셰히르주 카이마클리 요새 안에 있다. 1964년 관광객에게 처음 개방된 이 마을은 네브셰히르에서 니데로 가는 길에 있는 네브셰히르에서 약 19km 떨어져 있다.

## 역사
고대 이름은 에네구프였다. 튀르키예 문화부에 따르면, 동굴은 기원전 8세기에서 7세기에 프리기아인이라는 인도-유럽계 민족에 의해 부드러운 화산암에 처음 건설되었을 수 있다. 그리스인이 이 지역을 식민지화한 후 프리기아어는 고대 로마 시대에 점차 사라지고 그리스어로 대체되었으며 이와 관련이 있었다.
이 도시는 동로마 제국 시대에 크게 확장되고 깊어졌는데, 4세기에 걸친 아랍-동로마 전쟁(780~1180) 동안 무슬림 아랍의 습격으로부터 보호하기 위해 사용되었다. 이 도시는 8–9 km (5.0–5.6 mi) 길이의 터널을 통해 데린쿠유 지하도시와 연결되어 있었다. 이 지하 정착지에서 발견된 일부 유물은 서기 5세기에서 10세기 사이의 중기 동로마 시대에 속한다. 이 도시는 14세기에 티무르의 몽골인 침략으로부터 보호하기 위해 기독교 주민들에 의해 계속 사용되었다.
이 지역이 페르시아의 셀주크 튀르크에 함락된 후, 이 도시는 튀르키예 무슬림 통치자들로부터 피난처(그리스어: καταφύγια kataphúgia[*])로 사용되었으며, 20세기 후반까지도 오스만 튀르키예 통치자들에 의해 이제 룸('동로마인')이라고 불리는 주민들은 주기적인 오스만 박해의 물결을 피하기 위해 지하 도시를 계속 사용했다. 1909년부터 1911년까지 카파도키아 그리스인에 대한 연구를 수행한 케임브리지 언어학자 리처드 맥길리브레이 도킨스는 1909년에 다음과 같이 기록했다.
최근 아다나 학살 소식이 전해졌을 때, 악소 주민들의 대부분은 이 지하 방공호로 피신했고, 며칠 밤 동안은 지상에서 잠을 자려 하지 않았다.

1923년 그리스-튀르키예 인구 교환으로 이 지역의 기독교(룸) 주민들이 추방되면서 터널은 버려졌다.

## 설명
마을의 집들은 지하 도시의 약 100여 개 터널을 중심으로 지어졌다. 이 터널은 오늘날에도 저장 공간, 마구간, 그리고 지하실로 사용되고 있다. 카이마클리 지하 도시는 구조와 배치가 데린쿠유 지하도시와 다르다. 터널은 더 낮고 좁으며 경사가 더 가파르다. 관광객에게 개방된 4개의 층은 각각 환기구를 중심으로 공간이 구성되어 있다. 이는 각 방이나 개방된 공간의 설계가 환기 가능성에 따라 달라진다는 것을 의미한다.

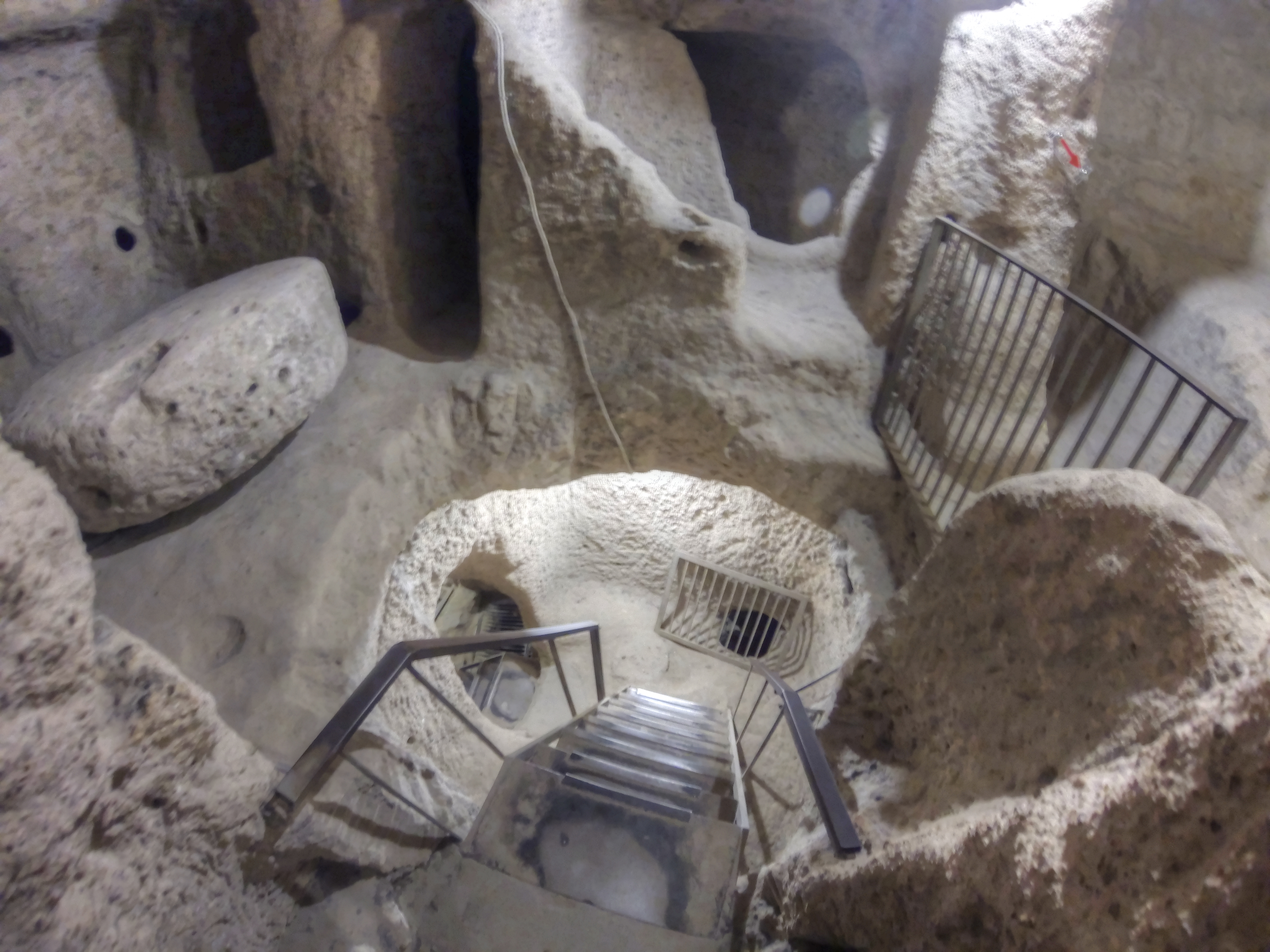
여러 층을 한 번에 보여주는 모습.

1층에는 마구간이 있다. 마구간의 작은 크기는 아직 개방되지 않은 구역에 다른 마구간이 존재할 수 있음을 나타낸다. 마구간 왼쪽에는 맷돌 문이 있는 통로가 있다. 이 문은 교회로 이어진다. 마구간 오른쪽에는 방들이 있는데, 아마도 생활 공간이었을 것이다.
2층에는 신랑 (건축)과 두 개의 후진 (건축)이 있는 교회가 있다. 후진 앞에는 세례대가 있고, 벽을 따라 양 옆에는 좌석 플랫폼이 있다. 이곳 무덤에 안치된 사람들의 이름이 교회 옆에 위치한 무덤의 이름과 일치하는데, 이는 이 무덤들이 종교인들의 것이었음을 뒷받침한다. 교회 층에는 일부 생활 공간도 있다.

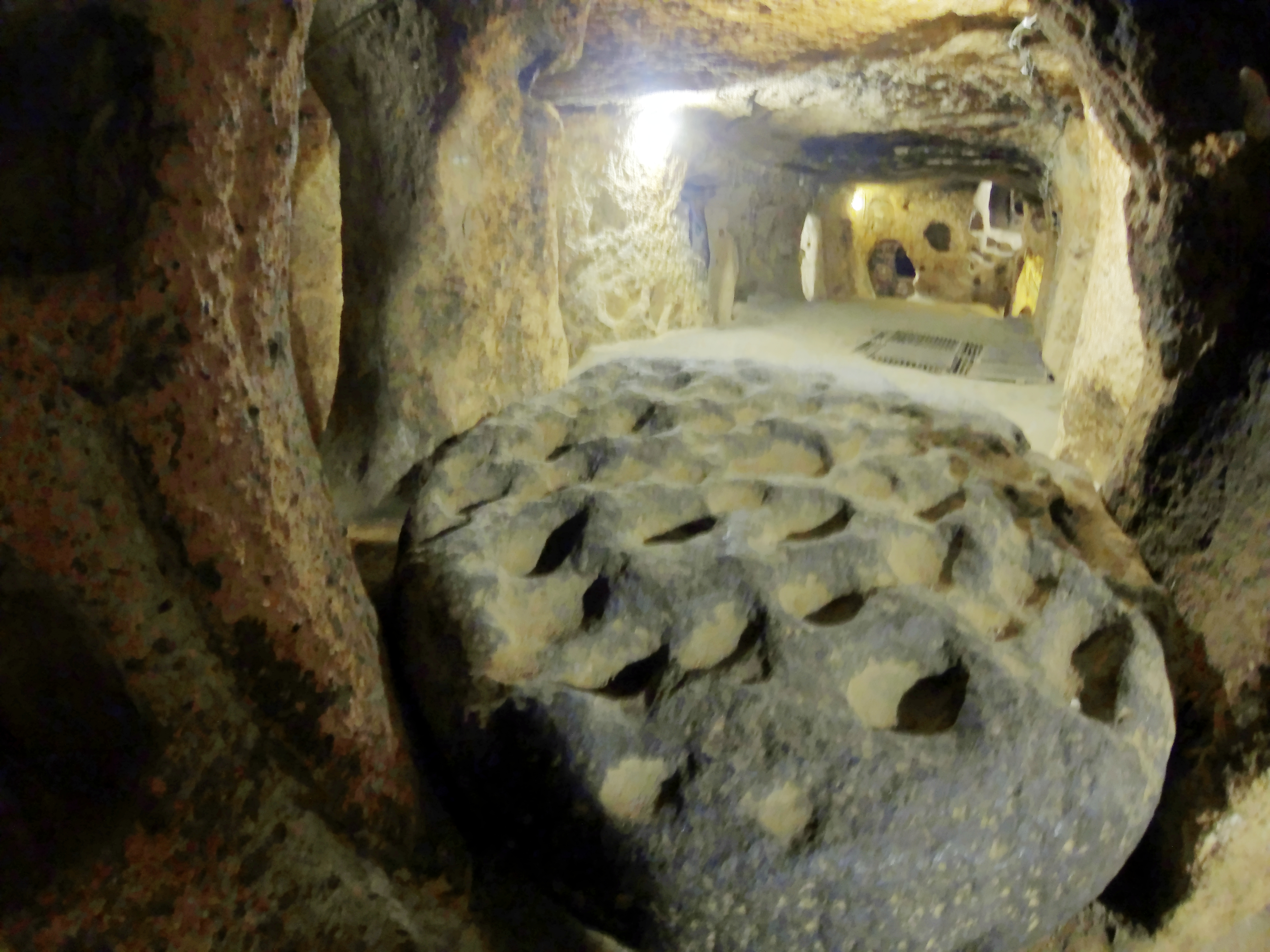
카이마클리에서 냉동 구리 가공에 사용된, 여러 구멍이 있는 안산암(화산암)의 놀라운 블록 형태.

3층에는 지하 단지에서 가장 중요한 구역인 저장 공간, 포도주 또는 기름 압착기, 주방이 있다. 이 층에는 또한 양각 무늬가 있는 놀라운 안산암 블록이 있다. 최근에 이 돌이 냉간 구리 가공에 사용되었다는 것이 밝혀졌다. 이 돌은 단지 내의 안산암 층에서 채석되었다. 금속공학에 사용하기 위해 돌에 57개의 구멍이 새겨졌다.
그 기술은 각 구멍(지름 약 10 센티미터 (3.9 in))에 구리를 넣은 다음 광석을 망치로 박아 넣는 것이었다. 구리는 아마 악사라이와 네브셰히르 사이에서 채굴되었을 것이다. 이 광산은 카파도키아 지역에서 가장 오래된 정착지인 아시클리 회윅(Aşıklı Höyük)에서도 사용되었다.
4층에 많은 저장실과 토기 항아리 공간이 있는 것은 어느 정도의 경제적 안정성을 나타낸다. 카이마클리는 이 지역에서 가장 큰 지하 정착지 중 하나이다. 이렇게 제한된 공간에 넓은 저장 공간이 할당된 것은 지하에서 많은 인구를 부양해야 할 필요성을 나타내는 것으로 보인다.
현재 단지의 일부만이 대중에게 개방되어 있다.

## 같이 보기
- 카파도키아
- 외즈코나크 지하도시
- 모키소스
- 을라라 계곡
- 아바노스 지하도시
- 카파도키아 그리스어
- 스피로 코스토프
- 그리스-튀르키예 인구 교환